# Малыш (остров)
Малы́ш — остров архипелага Северная Земля. Административно относится к Таймырскому Долгано-Ненецкому району Красноярского края.
Расположен в центральной части архипелага на расстоянии около 1,8 километра к югу от острова Найдёныш, в 3,2 километрах к востоку от берегов острова Октябрьской Революции.
Имеет овальную, вытянутую с севера на юг форму длиной около 950 метров. Максимальная высота острова — 28 метров. Берега ровные и пологие.